# Mściwuj
Mściwuj, Mściuj – staropolskie imię męskie, złożone z dwóch członów: Mści- („mścić”) i -wuj („wuj”). 
Notowane od 1220 roku w formie Mści(w)uj, Mszczuj zaś od 1210 roku. Mogło oznaczać „ten, który mści swojego wuja, swoich krewnych ze strony matki”.
Mściwuj imieniny obchodzi 14 stycznia.

## Warianty
Możliwe dawne warianty i zdrobnienia: 

- Mszczuj (prawdopodobnie),
- Miestwin (z Pomorza; także wariant imienia Mściwoj),
- Msta,
- Mszczon,
- Mścim,
- Mstasz,
- Mstuj,
- Mieścięta (a. Mieszczęta),
- Miestek,
- Miestko,
- Mścich,
- Mścicha (masc.),
- Mściech,
- Mścięta,
- Mścij,
- Mścik,
- Mścina (masc.),
- Mściw.

## Znane osoby noszące imię Mściwuj
- Mściwuj I Gdański — książę lub namiestnik gdański

Nazwiska pochodzące od imienia Mściwuj:
- Mściwujewski